# Vanessa D'Ambrosio
Vanessa D'Ambrosio (n. Borgo Maggiore, San Marino, 26 de abril de 1988) es una política, economista y arabista sanmarinense.
Ella es nieta de Francesco Berti, que fue unos de los fundadores del Partido Comunista de San Marino.
Es Licenciada en Estudios Árabes y Economía por la Universidad de Bolonia (Italia).
Su tesis fue titulada: "La economía del trabajo y de género en Arabia Saudita después de la Guerra del Golfo".
En el mundo de la política, desde hace pocos años es militante de la alianza de izquierdas "Izquierda Unida" (en italiano: Sinistra Unita, SU).
Entre 2014 y 2016 fue miembro del Consejo Municipal ("Giunta di castello") en el municipio de Serravalle.
Desde 2015 es coordinadora de Izquierda Unida y tras presentarse en las lista para las Elecciones Parlamentarias de 2016, al haberse formado la coalición "Sinistra Socialista Democrática" (SSD), ha sido elegida como diputada en el Consejo Grande y General de San Marino. 
Dentro del parlamento nacional, cabe destacar que pertenece a la Comisión de Interior y es jefa de la Delegación Sanmarinense ante la Asamblea Parlamentaria del Consejo de Europa.
Participó en el Pleno de Estrasburgo (Francia), donde firmó una moción para la protección de los niños migrantes a través de la educación. 
Actualmente el 16 de marzo de 2017 fue nombrada junto a Mimma Zavoli, como nueva Capitán Regente de la República de San Marino ("Jefa de Estado").
Sustituyen a Marino Riccardi y Fabio Berardi.
Juraron el cargo el día 1 de abril y lo mantendrán hasta que finalice el período de gobierno establecido en medio año.
Ambas se han convertido en las dos primeras mujeres en toda la historia del país, que lo gobernaran solas.